# John Neeley Johnson
John Neeley Johnson, né le 2 août 1825 dans le comté de Gibson, Indiana, et mort le 31 août 1872 à Salt Lake City, Utah, est un homme politique américain. 

## Biographie
Il est le 4e gouverneur de Californie du 9 janvier 1856 au 8 janvier 1858. Il est élu en tant que candidat de l'American Party, un tiers parti issu du mouvement nativiste Know Nothing.
Il fait partie de la Cour Suprême du Nevada de 1867 à 1871.